# Гольдфельд Віктор Маркович
Гольдфельд Віктор Маркович (6 січня 1894, Єлисаветград, нині Кропивницький, Херсонська губернія, Російська імперія— 19 січня 1982, Мінськ, Білоруська РСР, СРСР) — радянський скрипаль і педагог. Заслужений діяч мистецтв Білоруської РСР (1980). Професор (1935).

## Біографія
Навчався в Брюссельській консерваторії (1908—1909). Закінчив Петербурзьку консерваторію (1917, клас Л.Ауера). У 1917—1941 роках педагог Харківського музично-драматичного інституту по класу скрипки, квартету, камерного ансамблю (з 1935 — професор). Одночасно був концертмейстером симфонічного оркестру, вів концертну діяльність (виступав в ансамблі разом з Каролем Шимановським, Генріхом Нейгаузом, Володимиром Горовіцем). Організатор і 1-й скрипаль (1920—1927) Квартету імені Вільйома. У 1931 році заснував Державне Тріо імені Бетховена, до початкового складу якого крім нього входили Н.Б. Ландесман (фортепіано), І.М. Гельфандбейн (віолончель). У 1944-1958 роках професор та завідувач кафедри скрипки Київської консерваторії.  З 1958 по 1982 роки професор Білоруської консерваторії з класів скрипки та камерного ансамблю.